# Duinengordel

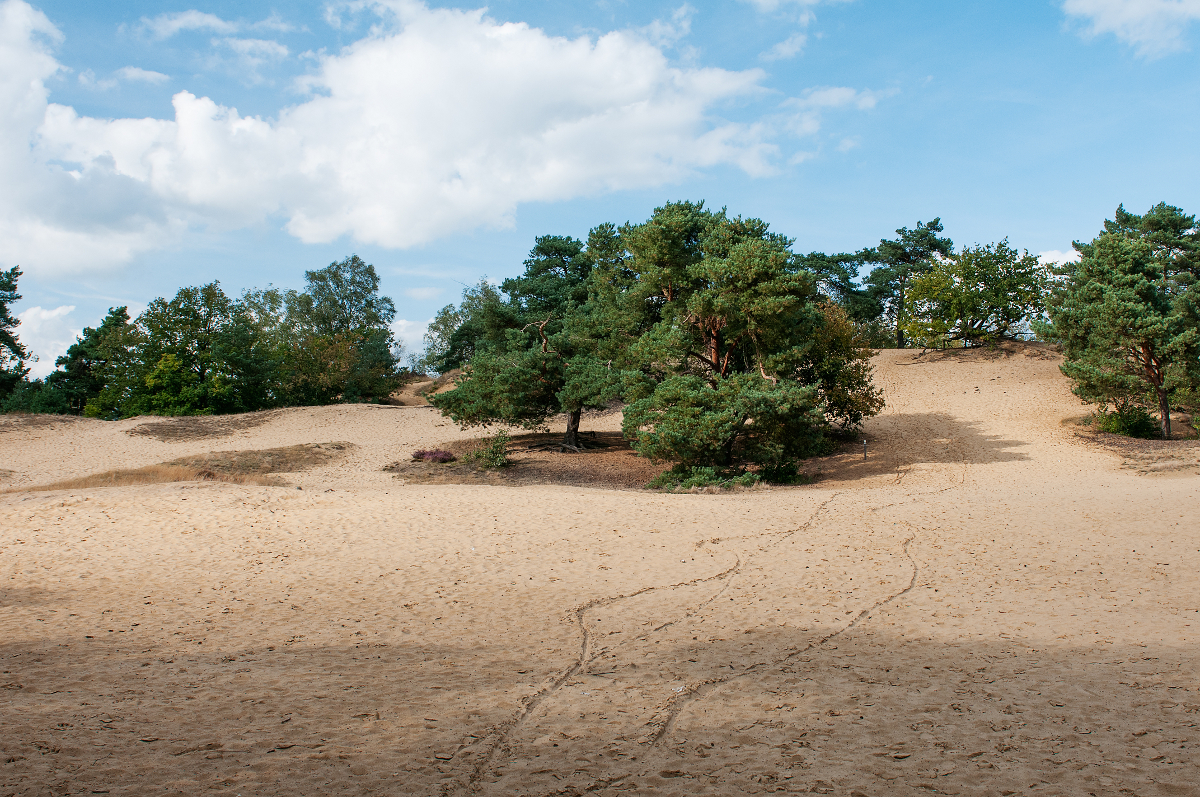
Gezicht op de Oudsberg

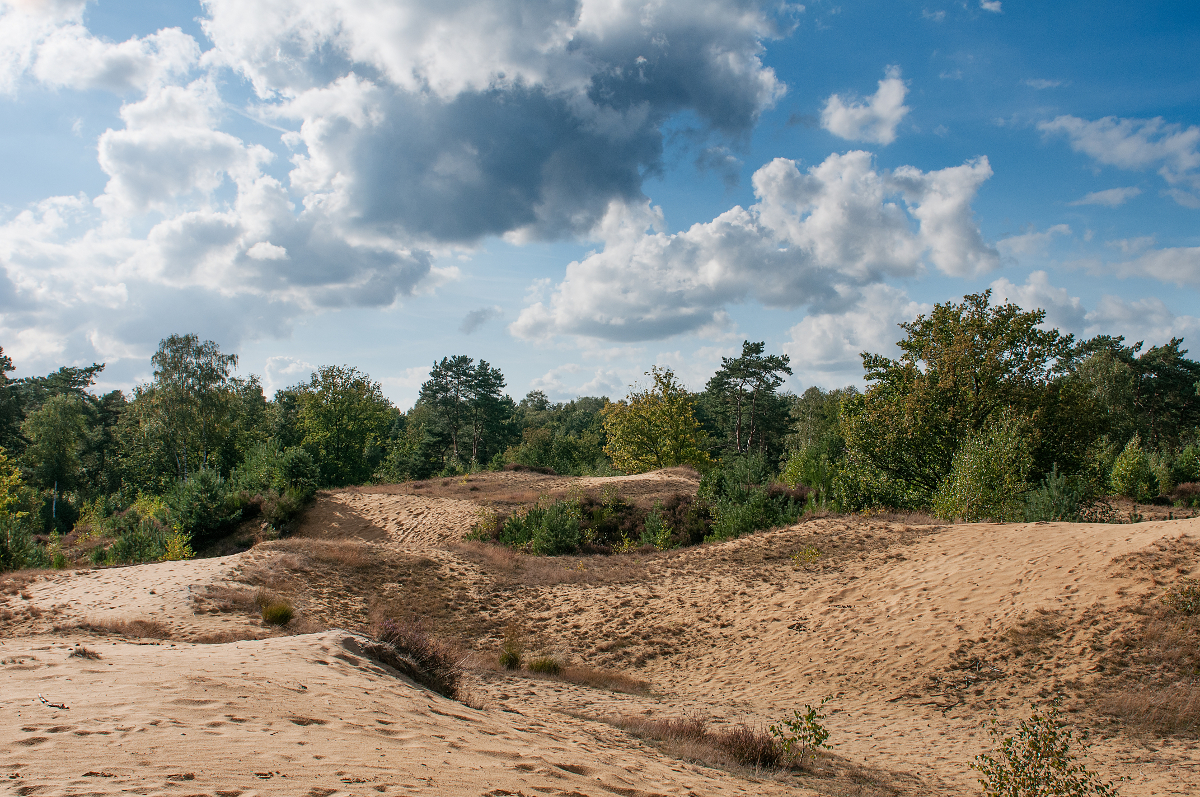
Omgeving van de Oudsberg

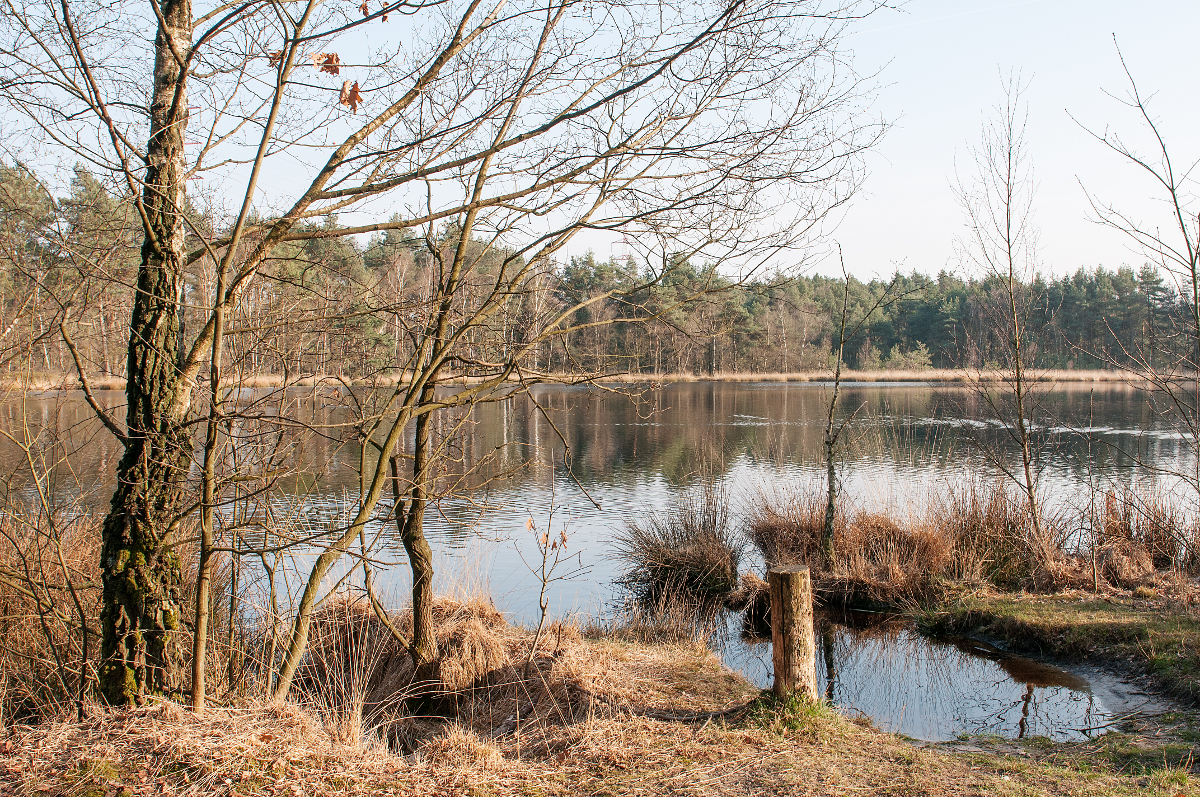
Gezicht op het Turfven

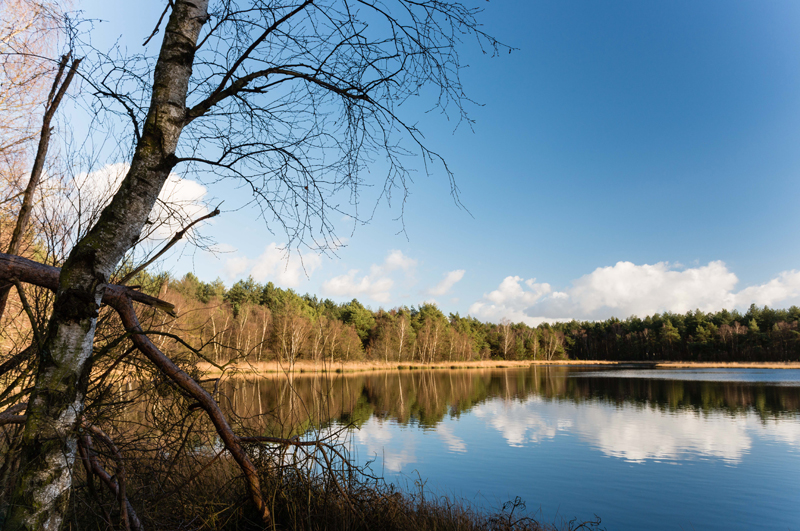
Gezicht op de Ruiterskuilen

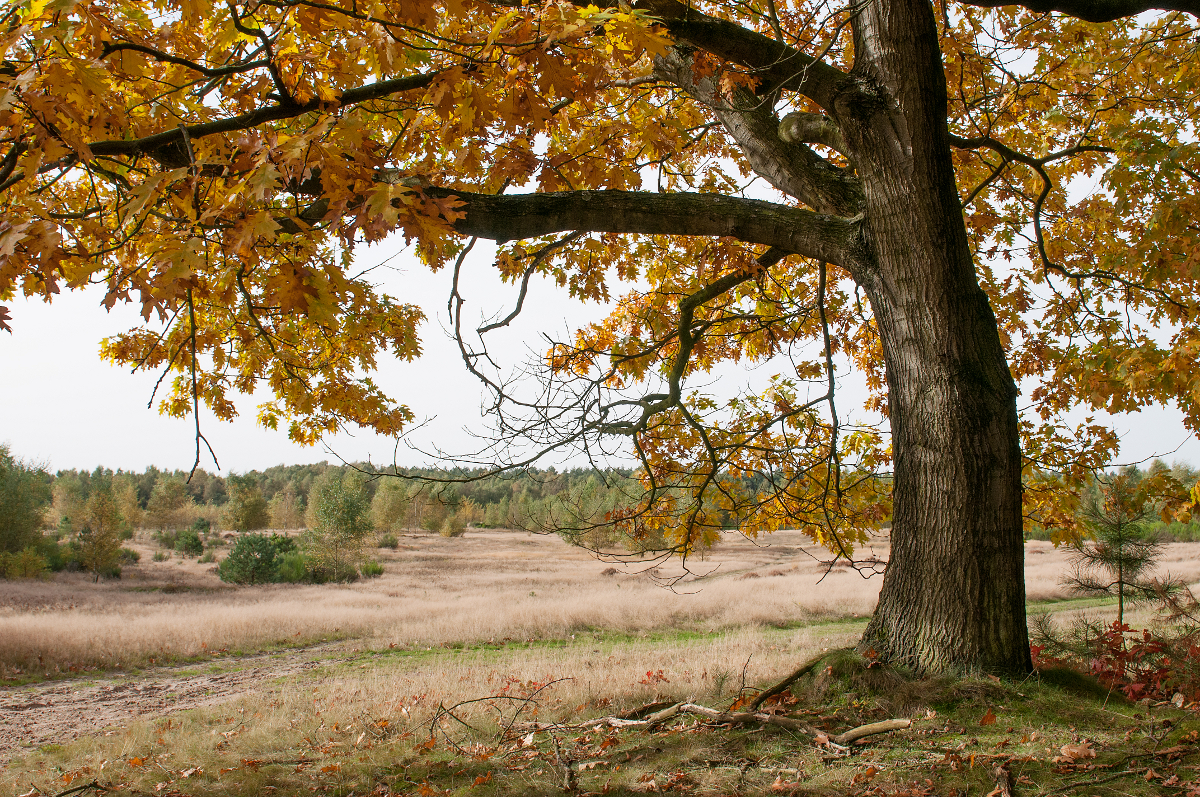
Landschap aan de Blauwe Steen

De Duinengordel is een natuurgebied van 2400 hectare, gelegen in het hart van de Limburgse Kempen op het Kempens Plateau en het meest noordelijk gelegen deel van het Nationaal Park Hoge Kempen. Hiervan maakt het sinds 2020 deel uit. De toegangspoort tot Duinengordel voor het Nationaal Park Hoge Kempen wordt de erfgoedsite van de Commanderij van Gruitrode.  

## Beschrijving
Het is een uitgestrekt heide-, bos-, ven- en duinenlandschap. De landduinen in het gebied hebben een uitzonderlijk reliëf door hun uitgestrekte lengte en hoogte. Het grootste deel van Duinengordel werd vanaf de negentiende eeuw bebost met naaldbomen ten behoeve van de mijnbouw.   

## Ligging
Het natuurgebied ligt in de provincie Limburg op het grondgebied van de gemeenten Oudsbergen (fusie tussen Meeuwen-Gruitrode en Opglabbeek), Maaseik en Bree. Het omvat drie omvangrijke wandelgebieden: Oudsberg (gelegen in het Gruitroderbos), Donderslag en Solterheide. Centraal in het gebied ligt het Vlaamse natuurreservaat Oudsberg: de hoogste en grootste open stuifduin van Vlaanderen. In Duinengordel ligt ook een uitgebreid netwerk van bewegwijzerde routes voor mountainbiken, fietsen, lopen en ruiteren en mennen. Het gebied grenst aan het militaire schietveld Pampa Range, waaronder ook het Domein Masy valt.

## Geschiedenis
In de Vroegmoderne Tijd maakte de huidige "Duinengordel" deel uit van een uitgestrekte heidegebied. Dit heidegebied bestond uit verschillende aaneengesloten deelgebieden. In het zuidwesten lag de uitgestrekte Donderslagse Heide, die naar het noordoosten via de zogeheten Gruitroodse Heide tot aan Waterloos reikte.
Het meest noordoostelijke deel van de Gruitroodse Heide stond bekend onder de naam Opitterse Heide of Solterheide. Het meest zuidwestelijke deel van de Gruitroodse Heide was de Ophovenerheide, genoemd naar het gehucht Ophoven, ten zuidwesten van het dorp Gruitrode. Tussen Gruitrode en Plokrooi lag eveneens een heidegebied dat van de huidige Duinengordel tot tussen Ellikom en Wijshagen liep: de Wijshager Heide.
Op de Ferrariskaarten staat aan het einde van de achttiende eeuw ten noorden van Opglabbeek en Louwel een zes kilometer lange duinengordel ingetekend die even ten zuidoosten van het Turfven start en eindigt ten oosten van de Oudsberg.
Vanaf de negentiende eeuw werden grote delen van de Kempense heidegebieden omgevormd tot landbouwgebied, bebost voor de mijnbouw of verstedelijkt. Het grootste deel van de huidige Duinengordel (het deel van de Donderslagse Heide ten oosten van de N76 en de Gruitroodse Heide) werd bebost. Een minderheid werd omgevormd tot landbouwgebied. Het zuidwestelijke deel van de Donderslagse Heide, naar Houthalen toe, werd bebouwd voor de nieuwe stadswijk Houthalen-Oost. Een groot deel van de Donderslagse Heide bleef met de functie van schietterrein als heidegebied bewaard.

## Fauna en flora
Het landschap van Duinengordel bevat een ware schat aan fauna en flora: de biodiversiteit tiert er welig. Het gebied herbergt dan ook enkele uitzonderlijke soorten: de bosbeekjuffer, de vinpootsalamander, de boskrekel, de grauwe klauwier, de groene zandloopkever, het icarusblauwtje en de rode bosmier. Ook roofvogels als de buizerd, de havik of de wespendief vinden er hun thuis. Rond de vennen wordt de gladde slang gesignaleerd. Enkele deelgebieden zijn Europees beschermd als Natura 2000-gebied (habitatrichtlijngebied 'Mangelbeek en heide- en vengebieden tussen Houthalen en Gruitrode' (BE2200030) of vogelrichtlijngebied 'Houthalen-Helchteren, Meeuwen-Gruitrode en Peer' (BE2220313)).

## Landmarks
Naast de Oudsberg zijn er verschillende landmarks: de vennen Ruiterskuilen, het Turfven, het Zwartven, het Broekven (alle vier in Ophovenerbos gelegen), de Boskapel, de Kapel der Bossen, de Geuzenbaan, de Blauwe Steen, de Kruisberg, de Kolisbergen en de Donderslaghoeve.

### Oudsberg
De Oudsberg staat bekend als de grootste en hoogste open stuifduin van Vlaanderen, als onderdeel van een duinengordel die zich vroeger uitstrekte van Hechtel tot Maaseik. De Oudsberg is een Vlaams natuurreservaat en ligt op grondgebied van Gruitrode. Het gebied oefent heel wat aantrekkingskracht uit op jong en oud.

## Project
De werking rond de ontwikkeling van Duinengordel is een gezamenlijk initiatief van de gemeentebesturen van Oudsbergen, Maaseik, Bree en het Agentschap voor Natuur en Bos. Samen met het Regionaal Landschap Kempen en Maasland presenteerden zij in 2013 een ambitieuze, eigendom overschrijdende visie en integrale aanpak voor het bos- en natuurgebied in samenhang met het landbouwgebied eromheen. 